# 菊美多吉
菊美多吉（1979年5月—2012年5月19日），男，藏族，中国四川省甘孜州道孚县木茹乡人，拥有大专学历，为中国共产党党员、甘孜州道孚县瓦日乡原党委副书记和乡长。由于自身患有高血压，于2012年5月18日，因为过度劳累于次日凌晨突发脑溢血去世，享年33岁。
2012年9月，菊美多吉被中国共产党四川省省委追授为 “全省优秀共产党员”。